# Panossas
Panossas é uma comuna francesa na região administrativa de Auvérnia-Ródano-Alpes, no departamento de Isère. Estende-se por uma área de 7,99 km². Em 2010 a comuna tinha 678 habitantes (densidade: 84,9 hab./km²).